# Maria Rosaria Omaggio
Maria Rosaria Omaggio (ur. 11 stycznia 1957 w Rzymie, zm. 30 czerwca 2024 tamże) – włoska aktorka i pisarka.

## Filmografia
- Canzonissima
- Racconti fantastici
- II Generale
- Endera
- Passioni
- Micaela
- Caro maestro 2
- Donnie di mafia
- La squadra
- Don Matteo
- A fari spenti nella notte
- Roma a mano armata
- Squadra antiscippo
- La lozana andalus
- Culo e camicia
- Giocare d'azzardo
- Francois Villon
- Occhio nero, occhio biondo, occhio felino
- Wałęsa. Człowiek z nadziei jako Oriana Fallaci
- L'ave maria